# Francesca Alinovi
Francesca Alinovi (Parma, 28 gennaio 1948 – Bologna, 12 giugno 1983) è stata una critica d'arte italiana celebre per il suo lavoro sulla performance art e soprattutto per essere stata la prima in Europa a studiare in modo sistematico il graffitismo e la street art sorta da esso.
Fu assassinata all'età di 35 anni, nel suo appartamento di Bologna.

## Biografia

### Carriera accademica
Nata a Parma, si laurea in Lettere all'Università di Bologna con una tesi di Storia dell'arte su Carlo Corsi, discussa con Francesco Arcangeli. Successivamente si specializza con Renato Barilli occupandosi di Piero Manzoni, di Lucio Fontana e dello Spazialismo. Diviene in seguito ricercatrice di ruolo presso il DAMS di Bologna. Scrive per le principali riviste di arte contemporanea del periodo, come Flash Art, Domus e Bolaffi Arte.
Gli interessi di Francesca Alinovi si concentrano sulla storia delle avanguardie e sulle contaminazioni tra le varie arti: pittura, teatro, scultura, musica e fumetto. Durante i suoi viaggi a New York entra in contatto con la New Wave e gli artisti del Lower East Side, tra i quali Ann Magnuson, Kenny Scharf e Keith Haring. Nel 1981 scopre Fashion Moda e i graffiti del South Bronx. Attenta al panorama artistico a lei contemporaneo, diviene presto una sorta di "talent scout" di artisti italiani e americani.
Dal 1977 al 1982 Francesca Alinovi cura le Settimane Internazionali della Performance gestite dall'assessorato alla cultura di Bologna. Negli ultimi anni della sua vita si fa portavoce dell'Enfatismo, un movimento artistico nato intorno alla galleria Neon di Bologna e per il quale scrive il manifesto. Nel 1984 la Galleria d'Arte Moderna di Bologna realizza su suo progetto la mostra Arte di frontiera: New York graffiti.

### La morte
Francesca Alinovi fu uccisa all'età di 35 anni, nel suo appartamento di Bologna, in via del Riccio 7, presumibilmente nel tardo pomeriggio del 12 giugno 1983. Il caso destò un notevole scalpore mediatico. Il delitto venne attribuito, con sentenza della Corte d'Assise d'Appello di Bologna confermata dalla Corte di Cassazione, a Francesco Ciancabilla, un giovane pittore residente a Pescara, con cui la donna aveva instaurato una travagliata relazione sentimentale che durava da due anni. Nel 2005 Ciancabilla è stato rimesso in libertà dopo aver scontato la sua pena; l'uomo continua a dichiararsi innocente e secondo lui l'assassino è ancora sconosciuto.
È sepolta nel cimitero monumentale della Certosa di Bologna.

## Riconoscimenti
Nei suoi diari, Keith Haring dichiara che la migliore intervista di tutta la sua vita è stata fatta da Francesca Alinovi. Nel 1984 le dedica la mostra a Milano nella Galleria di Salvatore Ala e lo stesso anno realizza il dipinto sul suo omicidio Untitled (Painting for Francesca Alinovi).
Nel 1986 cinque figure che avevano vissuto e collaborato con Francesca Alinovi - Renato Barilli, Roberto Daolio, Alessandro Mendini, Loredana Parmesani, Franco Quadri - si riuniscono nel comitato Amici di Francesca Alinovi ed istituiscono il Premio Francesca Alinovi (comunemente noto come Premio Alinovi), conferito ad artisti che si siano distinti nella loro ricerca per sperimentazione e interdisciplinarità nel dialogo tra le arti. Il Premio ha aggiunto alla sua intitolazione istitutiva il nome di Roberto Daolio dopo la morte di quest'ultimo nel 2013, divenendo così Premio Alinovi Daolio.
Per il trentennale dalla morte di Francesca Alinovi, il Museo d'Arte Moderna di Bologna MAMbo ha organizzato la mostra "Indagini di frontiera. Sulle tracce del percorso critico di Francesca Alinovi" a cura di Sabrina Samorì.
Nel 2017 esce I am not alone anyway, un film documentario di Veronica Santi sulla vita di Francesca Alinovi.

## Il "caso Alinovi"
Il "caso Alinovi" ebbe rilevanza mediatica durante gli anni ottanta e in parte durante gli anni novanta, grazie ad alcune trasmissioni televisive che ne approfondirono i tragici risvolti, come Telefono giallo di Corrado Augias e Mistero in blu di Carlo Lucarelli. Un film tv della serie Don Tonino del 1988, fu chiaramente ispirato al "caso Alinovi", sposando implicitamente una suggestiva soluzione della vicenda (episodio Delitto ad arte).
Chiari riferimenti alla vicenda sono contenuti anche nel romanzo dello scrittore noir Massimo Carlotto, nel libro La verità dell'alligatore del 1995, con riferimento alla morte del personaggio letterario di Piera Belli. Benché l'autore proponga - anche in questo caso implicitamente - una ricostruzione alternativa del delitto Alinovi, il contesto del libro e lo stesso personaggio letterario non hanno a che vedere con la realtà storica del delitto della docente bolognese. Le opere indicate hanno dunque sollevato dei dubbi in ordine alla responsabilità di Francesco Ciancabilla, il quale si è sempre dichiarato estraneo al delitto, non portando tuttavia alcun riscontro concreto in grado di superare gli accertamenti giudiziari.
Anche Loriano Macchiavelli trae ispirazione dal delitto Alinovi nel suo racconto Sarti Antonio e 47 colpi. In questo racconto, la vittima Orietta Vinali viene trovata morta in circostanze che richiamano quelle della Alinovi, tra cui l'alto numero di coltellate e una scritta con il rossetto lasciata nell'appartamento della vittima.
La revisione del processo, richiesta a cadenza costante dai difensori di Ciancabilla, è sempre stata rifiutata dalle corti competenti, non sussistendo elementi di prova idonei a smentire il costrutto accusatorio, ribaltando gli esiti delle indagini condotte dagli inquirenti negli anni ottanta.
Ha suscitato parecchio interesse mediatico anche la coincidenza che tra il 1982 e il 1983 sono state assassinate altre tre persone legate al DAMS di Bologna:
- Angelo Fabbri, assistente universitario (31 dicembre 1982)
- Liviana Rossi, studentessa (3 luglio 1983)
- Leonarda Polvani, ex studentessa che aveva da poco ripreso gli studi (29 novembre 1983)

I delitti Fabbri e Polvani sono a tutt'oggi insoluti; per il delitto Rossi è stato condannato nel 1988 il sospetto colpevole.

## Opere
- Dieci anni dopo: i nuovi nuovi, Bologna, dal 15 marzo 1980 a cura di Renato Barilli. Testi di Renato Barilli, Francesca Alinovi, Roberto Daolio, Bologna, Galleria d'Arte Moderna, stampa 1980
- Dada, anti-arte e post arte, Firenze, D'Anna, 1981
- Una generazione postmoderna: i nuovi-nuovi, la postarchitettura, la performance vestita a cura di Renato Barilli, Fulvio Irace, Francesca Alinovi. Milano, Mazzotta, 1982
- La fotografia: rivelazione o illusione? (con Claudio Marra), Bologna, Il Mulino, 1982
- Registrazione di frequenze, Bologna, 20 marzo 1982 a cura di Francesca Alinovi... [et al.], Casalecchio di Reno, Grafis, 1982
- L'arte mia, Bologna, Il Mulino, 1984
- Arte di frontiera: New York graffiti da un progetto di Francesca Alinovi[18] a cura della Galleria Comunale d'arte moderna di Bologna, Milano, G. Mazzotta, 1984

## Mostre curate da Alinovi
- Pittura Ambiente, Milano, Palazzo Reale, 1979
- I Nuovi Nuovi, Bologna, Galleria Comunale d'Arte Moderna, 1980
- Italian Wave, New York, Holly Solomon Gallery, 1980
- Gli Anni Trenta (sezione fotografica), Milano, Palazzo Reale, 1982
- Registrazione di Frequenze, Bologna, Galleria Comunale di Arte Moderna, 1982
- L'informale in Italia, Bologna, 1983
- Una generazione post-moderna, Genova e Roma, 1982-1983.